# 3408 Шаламов
3408 Шаламов (енгл. 3408 Shalamov) је астероид главног астероидног појаса чија средња удаљеност од Сунца износи 2,370 астрономских јединица (АЈ).
Апсолутна магнитуда астероида је 13,2.